# براونزتاون (واشینگتن)
براونزتاون (به انگلیسی: Brownstown) یک منطقهٔ مسکونی در ایالات متحده آمریکا است که در شهرستان یاکیما، واشینگتن واقع شده‌است. براونزتاون ۲۶۰٫۰ متر بالاتر از سطح دریا واقع شده‌است.